# Mouflières
Mouflières (picardisch: Monfliére) ist eine nordfranzösische Gemeinde mit 73 Einwohnern (Stand 1. Januar 2022) im Département Somme in der Region Hauts-de-France. Die Gemeinde liegt im Arrondissement Amiens (seit 2009) und ist Teil der Communauté de communes Somme Sud-Ouest und des Kantons Poix-de-Picardie.

## Geographie
Die landwirtschaftlich geprägte Gemeinde liegt in der Landschaft Vimeu rund 4 km südlich von Oisemont abseits der Départementsstraße D25 von Oisemont nach Senarpont, die das Gemeindegebiet im Westen begrenzt. Von Mouflières nimmt ein Trockental in Richtung Airaines seinen Ausgang.

## Toponymie und Geschichte
Der Ort wird 1208 als Mofliers genannt. Ab 1801 hieß er Moustieres.
1171 verkaufte Gérard de Préaux an das Zisterzienserkloster Valloires seine Ländereien in Mouflières. Seit 1184 bestand eine Templerniederlassung, die sich im dritten Viertel des 13. Jahrhunderts zu einer kleinen Ballei entwickelte.

## Einwohner
| 1962 | 1968 | 1975 | 1982 | 1990 | 1999 | 2006 | 2011 |
| ---- | ---- | ---- | ---- | ---- | ---- | ---- | ---- |
| 85   | 90   | 96   | 86   | 74   | 71   | 88   | 98   |

## Sehenswürdigkeiten
- Kirche Saint-Nicolas mit einer Holzstatue des Hl. Nikolaus (als Monument historique klassifiziert) aus dem 18. Jahrhundert,[1] einem Kupferleuchter und Gemälden der Hl. Nikolaus und Johannes d. T.

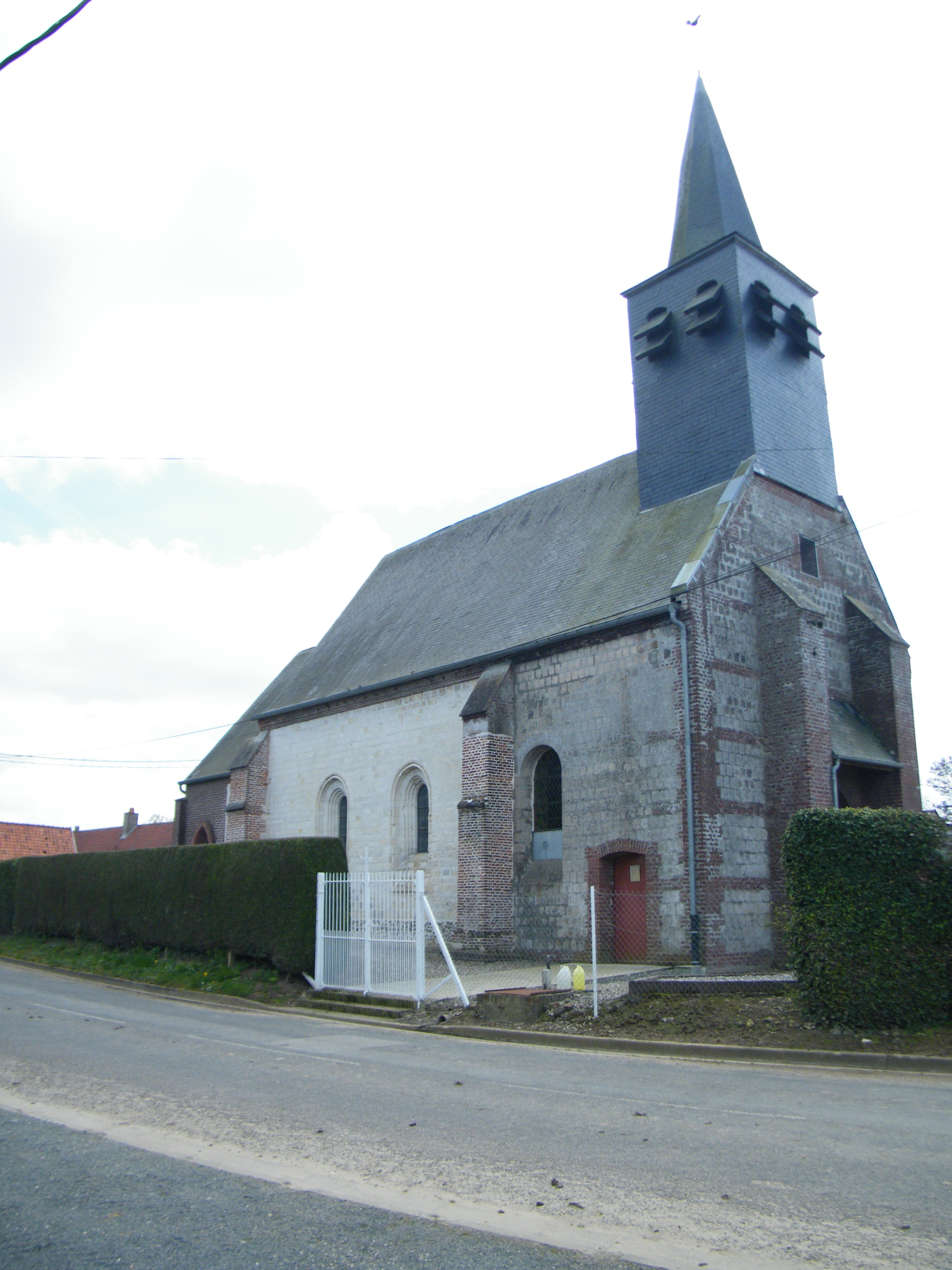
Nordseite der Kirche Saint-Nicolas